# Shania Collins
Pour les articles homonymes, voir Collins.
Shania Collins (née le 14 novembre 1996) est une athlète américano-libérienne spécialiste des épreuves de sprint.

## Biographie
Sous les couleurs des États-Unis, elle remporte la médaille d'or du relais 4 x 100 m lors des championnats d'Amérique du Nord, d'Amérique centrale et des Caraïbes 2018 à Toronto et la médaille de bronze du relais 4 x 100 m lors des Jeux panaméricains de 2019 à Lima.
Elle représente ensuite le Liberia dans les compétitions internationales, remportant la médaille d'argent du relais 4 x 100 m lors des Jeux africains de 2023 à Accra.